# 建築イラストレーター
建築イラストレーター （Architectural illustrator）は、建築プロジェクトの詳細・完成予想図などを正確に描写するデザインプロフェッショナル向けの画像を作成するアーティスト。これらの画像は、クライアント、所有者、委員会、顧客、一般の人々にデザインのアイデアを伝えるために活用される。 

## 概要
建築設計事務所などは建築イラストレーターを雇って、複雑な概念やオブジェクトをグラフィカルな形にしている。アーティストは、アートワークを使用して、細部を視覚的なレンダリングに変換。この分野は、多数の構造物の計画、設計、建設に基づいているが通常作成されるイラストは2次元で、画像やアニメーションが含まれる場合もある。技術的なドラフトマンシップと視覚的遠近法の正確な使用は、しばしば建築イラストで顕著にみられる特徴であるが、これらの制限内で、 ウィリアム・ウォルコットなどの一部のアーティストは、より流動的な印象派スタイルで知られていた。 
建築のイラストやモデルは、クライアントのプレゼンテーション、募金イベント、セールスピッチ、許可に関する会議でよく利用される 。 

## ソフトウェア
SketchUpなどのコンピューターベースのソフトウェアや、さまざまな出版社が作成したその他の製品は、建築イラストレーターが建築レンダリングを作成する際に活用。 

### 建築イラストレーター協会
- アメリカ建築イラストレーター協会（ASAI）
- ニューヨークレンダラー協会
- 建築イラストレーション学会（SAI）

## 参照資料
1. 1 2  “The Facts about an Architectural Illustrator”.   ArticleTree. 2013年7月23日時点のオリジナルよりアーカイブ。2013年2月7日閲覧。